# شهرستان زامبروف
شهرستان زامبروف (به لهستانی: Powiat Zambrów) یک شهرستان در لهستان است که در استان پودلاسکی واقع شده‌است. شهرستان زامبروف ۷۳۳٫۱۱ کیلومتر مربع مساحت و ۴۴٬۷۹۸ نفر جمعیت دارد.